# ليور إتر
ليور إتر هو لاعب كرة قدم سويسري، ولد في 21 يناير 1990 في Hitzkirch ‏ في سويسرا. لعب مع نادي لوزيرن.

## وصلات خارجية
- ليور إتر على موقع قاعدة بيانات كرة القدم.إي يو (الإنجليزية)
- ليور إتر على موقع عالم كرة القدم.نت (الإنجليزية)